# Jorăşti
Jorăşti é uma comuna romena localizada no distrito de Galaţi, na região de Moldávia. A comuna possui uma área de 68.12 km² e sua população era de 1982 habitantes segundo o censo de 2007.